# Любовь с первого взгляда

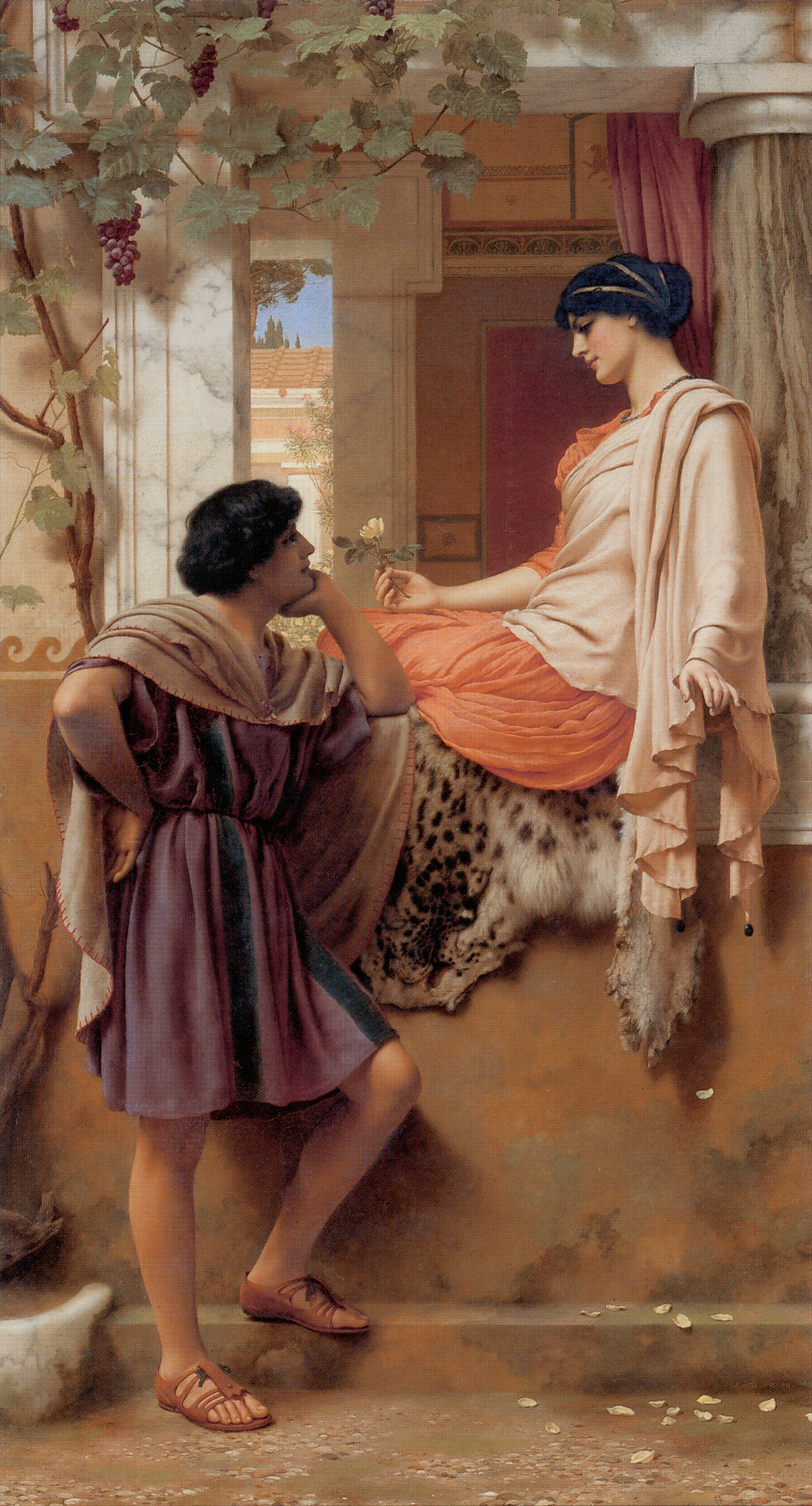
Джон Уильям Годвард. «Старая, старая история» (1903)

Любо́вь с пе́рвого взгля́да — чувство, при котором человек испытывает одномоментное, сильное, и, в конечном итоге, длительное романтическое влечение к незнакомцу, впервые его увидев.
Термин широко распространён как троп в литературе. Впервые описание такого чувства как любовь с первого взгляда появилось у древнегреческих поэтов. Впоследствии троп получил широкое распространение в европейской художественной литературе, а затем и в мировой культуре — кинематографе, музыке, опере.

## Исторические концепции понимания
Историко-философские концепции понимания «любви с первого взгляда» берут свое начало с понятия «любовь», которое является по отношению к нему первостепенным.

### В период античности
В Древней Греции феномен «любви с первого взгляда» понимался в контексте более общей концепции страстной любви, своего рода безумия или, как говорили греки, thea mania (от лат. — «безумие от богов»). Эта любовная страсть была описана с помощью сложного метафорического и мифологического психологического эффекта, включающего «стрелы любви» источником которых часто назывался мифологический Эрос или Купидон, иногда другими мифологическими божествами, такими как Фама. Считалось, что стрелы попадали и «пронзили» его или её сердце, переполняя их желанием и тоской, вызывая «любовную болезнь». Образ «раны от стрелы» иногда использовался для создания оксюморонов и риторических антитез в древнегреческой литературе.
«Любовь с первого взгляда» объяснялась как внезапное и немедленное обольщение влюбленного в результате действия этих процессов и проиллюстрирована в многочисленных греческих и римских работах. В поэме Овидия «Метаморфозы» Нарцисс сразу же очарован своим собственным образом (без его ведома), и Эхо также влюбляется в Нарцисса с первого взгляда. В романе Ахилла Татия «Левкиппа и Клитофонт» влюбленный Клитофонт так описывает свой собственный опыт этого явления:
Как только я увидел её, я был потерян. Ибо рана Красоты острее любого оружия, и она проходит через глаза до самой души. Рана любви проходит через глаза, и теперь я стал жертвой множества эмоций…

Другая классическая интерпретация феномена «любви с первого взгляда» встречается диалоге Платона «Пир», в речи Аристофана о разделении примитивных двойных существ на современных мужчин и женщин и их последующего поиска своей недостающей половины: «… когда ему [влюбленному] посчастливилось встретить свою вторую половину, они оба настолько опьянены привязанностью, дружбой и любовью, что не могут ни на мгновение выпустить друг друга из виду».
Во времена классической Античности такие авторы, как Геродот, Платон, Ксенофонт, Афиней и многие другие исследовали также аспекты гомосексуального поведения в Древней Греции. Так, авторы, повествуя о личной жизни римского императора Адриана, особо упоминают о том, что самой большой любовью Адриана стал, несомненно, юноша Антиной. В 130 году, когда они находились в Египте, Антиной утонул в Ниле. Обстоятельства трагедии были загадочны и дали почву для многих слухов. После гибели возлюбленного Адриан сильно горевал, а спустя некоторое время обожествил его и учредил культовое почитание. Некоторые исследователи в связи с этим проводят параллель с аналогичным жестом основателя эллинизма Александра Македонского после смерти его друга и вероятного любовника Гефестиона. Обожествление императоров и близких им людей было обычной практикой во II веке. В Риме культ фаворитов официально санкционировался Сенатом и был тесно связан с культом самого императора. Однако масштабы почитания Антиноя качественно превзошли все подобные случаи. Кроме того, его культ был учреждён без одобрения Сената. Исследователи полагают, что любовь между императором Адрианом и Антиноем была «любовью с первого взгляда».

### В средние века
В эпоху Средневековья, Ренессанса и барокко троп «любовь с первого взгляда» получил широкое распространение в европейской художественной литературе.
Классическая концепция стрел любви была разработана провансальскими поэтами-трубадурами южной Франции в XI—XII веках и стала частью европейской традиции придворной любви. В частности, считалось, что источником такой любви был взгляд в глаза женщины:
Эта доктрина о непосредственно визуальном восприятии своей дамы как предпосылки для зарождения любви возникла среди «beaux esprits» де Прованс. Согласно этому описанию, любовь возникает в глазах женщины, когда её встречают глаза её будущего любовника. Любовь, порожденная таким образом, передается яркими лучами света от её глаз к его глазам, через которые она проходит, чтобы поселиться в его сердце.
В некоторых средневековых текстах взгляд красивой женщины сравнивается со взглядом василиска.
Джованни Боккаччо в своей поэме «Филострато» приводит запоминающийся пример, где он смешивает традицию любви с первого взгляда, стрелы, пущенной в глаза и метафору стрелы Купидона:
И он (Троил), который незадолго до этого был таким мудрым... не понимал, что Любовь с его стрелами обитала в лучах этих прекрасных глаз... и не заметил стрелу, которая пронзила его сердце.Джованни Боккаччо, Филострато, песнь 1, строфа 29
Уильям Шекспир отдает посмертную дань уважения Кристоферу Марло, который написал «Кто когда-либо любил, что не любил с первого взгляда?» в своей поэме 1598 года «Геро и Леандр», процитировав его в следующем году в своей комедии «Как вам это понравится»: «Мертвый пастух, теперь я нахожу твою пилу могущества: „Кто когда-либо полюбил, что полюбил не с первого взгляда?“».
По словам Жана Руссе, эти образы глаз влюбленного, стрел и разрушительных последствий «любви с первого взгляда» продолжали распространяться и разрабатываться в литературе эпохи Возрождения и барокко, и играют важную роль в западной художественной литературе и особенно в романе.

## Психологические концепции понимания

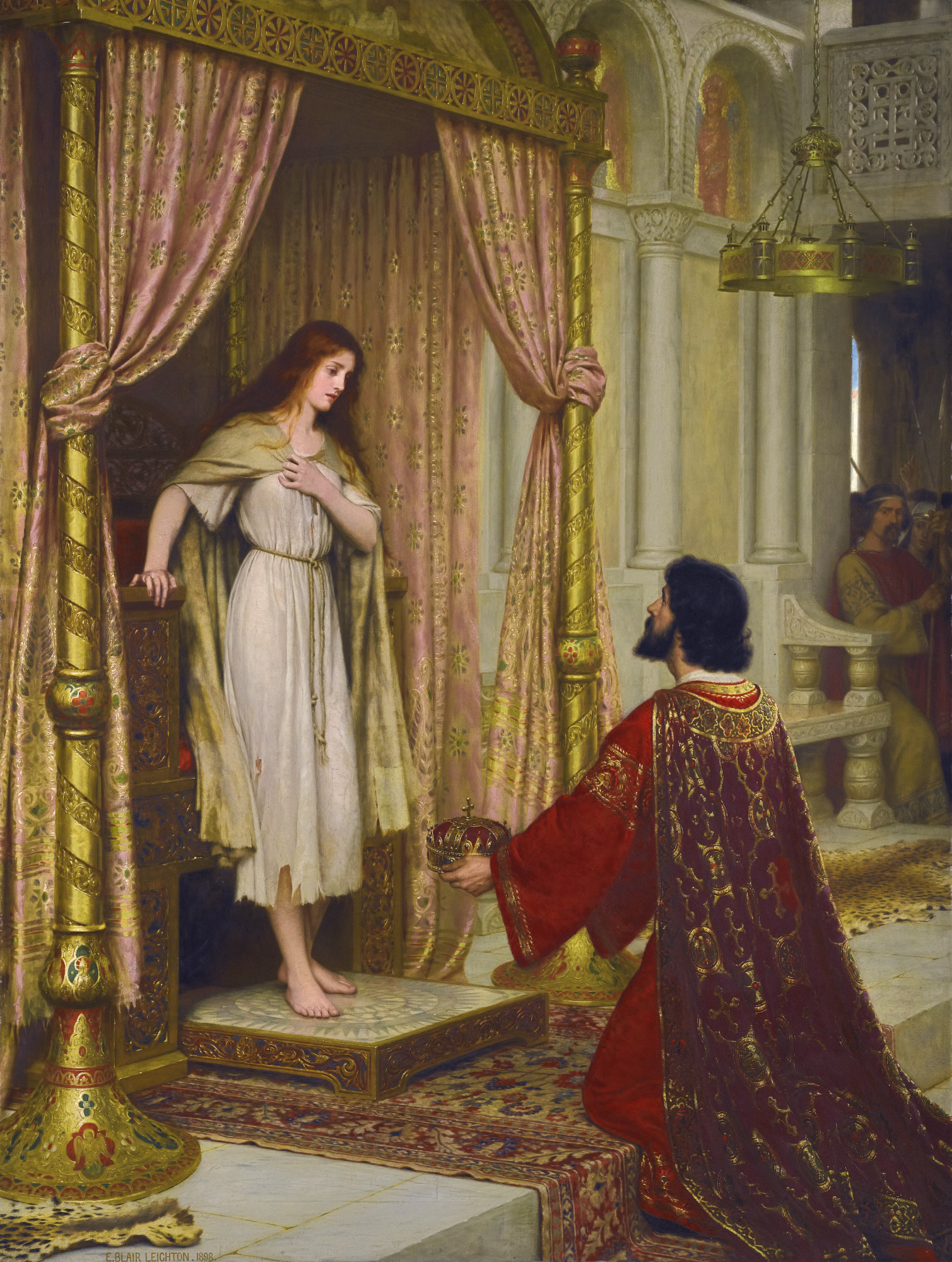
Эдмунд Лейтон. «Король и нищенка» (1898)

Исследования показали два примерных временных интервала, в которые возникает чувство любви с первого взгляда. В первом варианте это время составляет 0,13 секунды — именно за такой интервал, по данным исследователей, человек способен определить для себя привлекательность другого человека при зрительном контакте. Во втором варианте это время составляет первые несколько минут после знакомства, то есть ещё до начала каких-либо отношений. Именно этот короткий период времени способен продемонстрировать будущий успех отношений. За эти несколько минут люди понимают, что в них общего, что больше нравится, что привлекает.
Любовь с первого взгляда не следует путать с влюбленностью. Влюблённость — сильное положительно окрашенное чувство (комплекс чувств), направленное на другого человека. Влюблённость является неустойчивым состоянием сознания: она существует как фаза, протекающая в тот или иной, всегда конечный период времени. Она может стихать, заканчиваться и появляться вновь.

## Явление в литературе и искусстве
Феномен любви с первого взгляда широко распространен в литературе разных периодов, культуре и искусстве.

### В Библии
Комментарии к Библии часто рассматривают рассказ о первом взгляде Исаака на Ревекке как о любови с первого взгляда. То же самое относится и к первому взгляду Иакова на Рахиль.
Во второй книге Царств израильский царь Давид наблюдает за Вирсавией во время купания. Хотя там нет упоминания о «любви» или «любви с первого взгляда», комментаторы приравнивают это к «вожделению с первого взгляда».
Было высказано предположение, что чувства Ионафана к Давиду при их первой встрече, описанной в первой книге Царств, также являются «любовью с первого взгляда». Они были описаны как любовь с первого взгляда как учеными, которые утверждали, что их отношения были эротическими, так и теми, кто не приводил таких аргументов.

### В литературе

Фрэнк Дикси. «Ромео и Джульетта» (1884)

Любовь с первого взгляда фигурирует в большом количестве литературных произведений, таких как:
- «Элегия леди Фьямметты» Джованни Боккаччо. Автор описывает разрушительное действие любви с первого взгляда на женщину.
- «Троил и Крессида» Джеффри Чосера. Автор изображает роковую любовь Троила и Крессиды в последние дни Троянской войны.
- «Ромео и Джульетта» Уильяма Шекспира. Ромео влюбляется в Джульетту, когда впервые видит её.
- «Чувство и чувствительность» Джейн Остин. Кристофер Брэндон был очарован голосом Марианны и влюбляется в Марианну с первого взгляда, когда видит, как она играет на пианино.
- «Русалочка» Ханса Кристиана Андерсена. Русалочка влюбляется в принца, когда она впервые видит его и спасает его от утопления.
- «Отверженные» Виктора Гюго. Герои Мариус Понмерси и Козетта влюбляются, взглянув друг другу в глаза.
- «Любовь с первого взгляда» Джеймса Брандера Мэтьюза. Автор пишет: «Как только доктор увидел её, он почувствовал, что любит её всей силой своего существа; ни один удар любви с первого взгляда не был более внезапным или более непреодолимым», сказал о человеческой шахматной игре, где королева тот, кого любят с первого взгляда.
- «Сага о Форсайтах» Джона Голсуорси. При описании автором встречи Джона и Флер в галерее.
- «Мастер и Маргарита» Михаила Булгакова. Мастер и Маргарита влюбляются друг в друга, прогуливаясь рядом по одной из московских улиц.
- В «Голодных играх» Сьюзен Коллинз. Пит Мелларк влюбляется в главную героиню, Китнисс Эвердин, когда впервые видит её в первый день в школе и слышит, как она поет.

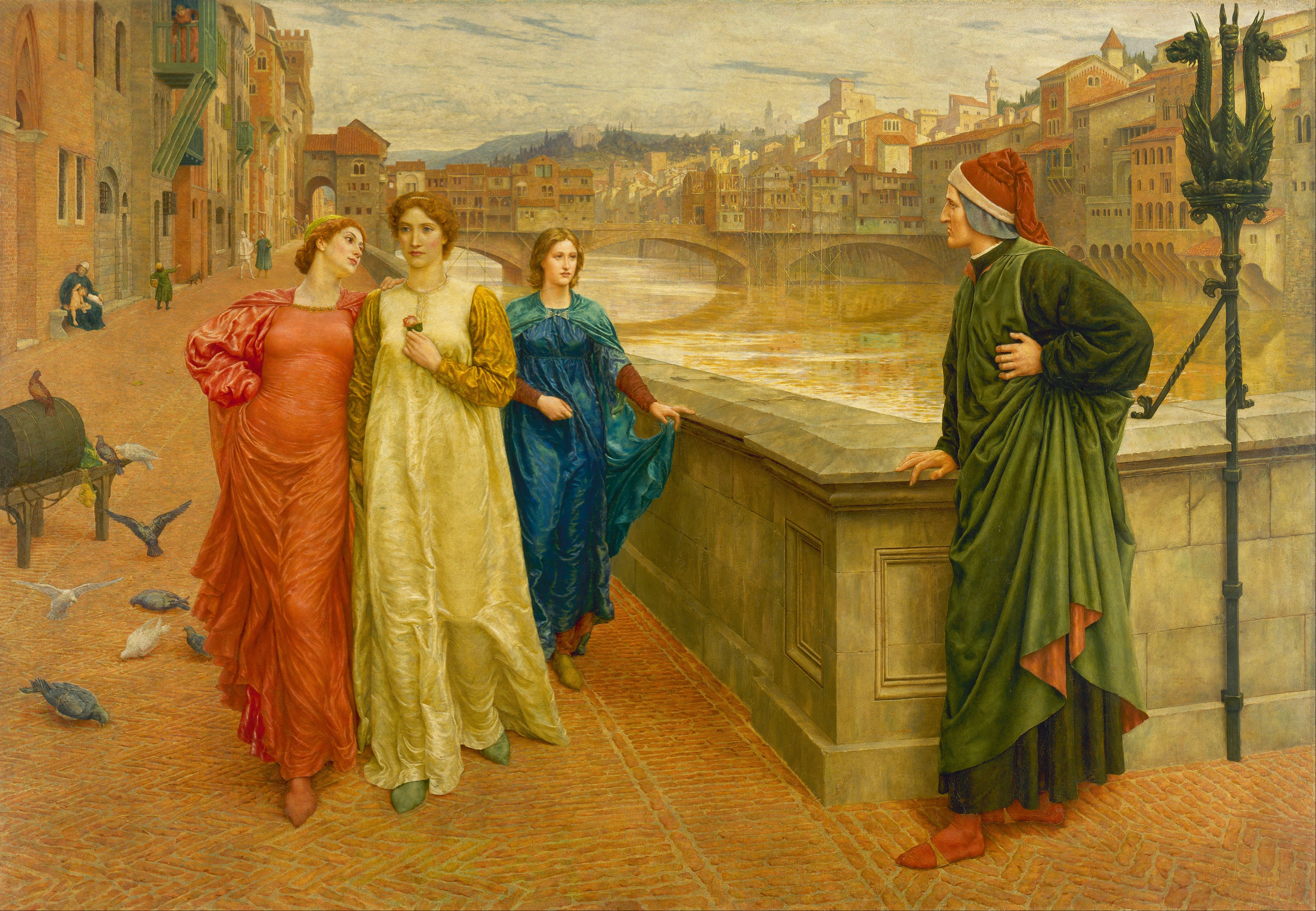
Генри Холидей. «Данте и Беатриче» (1883)

Также троп встречается в произведениях Данте Алигьери, итальянского поэта средневековья, который много раз писал о Беатриче Портинари. Данте влюбился в неё в раннем детстве, и её смерть в 1290 году оказала большое влияние на его жизнь. Беатриче появляется в роли гида в «Божественной комедии» Алигьери.

### В опере
Сюжеты опер должны быть сжаты, чтобы соответствовать их исполнению в музыке, и поэтому они хорошо подходят для сюжетных линий, в которых главные герои влюбляются с первого взгляда. Часто этот момент вдохновляет композиторов на необычайно прекрасную музыку. Многочисленные примеры включают:
- В опере Моцарта «Волшебная флейта» (1791) принц Тамино предстает в образе принцессы Памины и мгновенно влюбляется в неё. Он поет о своих чувствах, когда они раскрываются в арии «Dies Bildnis ist bezaubernd schön» («Этот образ очаровательно прекрасен»).
- В «Прогулке» (1870) Рихарда Вагнера «Зигмунд, шатаясь, врывается в пустую хижину Хундинга. Зиглинда входит и обнаруживает незнакомца — они неизвестны друг другу, хотя брат и сестра. Они любят с первого взгляда»[21].
- В опере «Богема» (1896) Джакомо Пуччини «Родольфо … её прерывает Мими, соседка, которая ищет спички, чтобы зажечь свечу. Холодно, и Мими и Родольфо прижимаются друг к другу. Они рассказывают друг другу о своем прошлом в двух трогательных ариях. Это любовь с первого взгляда»[22].
- В арии «Di rigori armato il seno» из оперы «Кавалер розы» (1911) Рихарда Штрауса, описывается любовь с первого взгляда. Два главных героя, Октавиан и Софи, влюбляются друг в друга с первого взгляда, когда Октавиан выполняет свой титульный долг, преподнося Софи ароматную серебряную розу от имени её поклонника[23].